# Steve Coogan
Stephen "Steve" John Coogan (født 14. oktober 1965 i Middleton, Greater Manchester, England) er en britisk skuespiller, komiker og imitator. Coogan er mest kendt som ham, der spiller den selvoptatgede programvært Alan Partridge i satireprogrammet Knowing Me, Knowing You... with Alan Partridge og I'm Alan Partridge. Udenfor England er Coogan bedre kendt for sine filmroller, som Muldvarp i Terry Jones' Vinden i Piletræerne (1996), Phileas Fogg i et remake af Jules Verne's Jorden rundt på 80 dage med Jackie Chan og Octavius, den første romerske kejser og nevø til Julius Caesar, i Nat på Museet og i Nat på Museet 2, hvor han spiller sammen med Ben Stiller og Owen Wilson.
Steve Coogan har været nomineret til og vundet flere priser. Af priserne han har vundet var både BAFTAs Best Comedy Performance og BAFTAs Best Comedy tildelt Coogan for filmen I'm Alan Partridge i 1998. 

## Udvalgt filmografi
- 2002 – 24 Hour Party People
- 2004 – Jorden rundt på 80 dage
- 2006 – Marie Antoinette
- 2006 – Nat på Museet
- 2008 – Tropic Thunder
- 2008 – Hamlet 2
- 2009 – Nat på Museet 2
- 2013 – Philomena
- 2018 – Gøg og Gokke